# Gimar Montaz Mautino

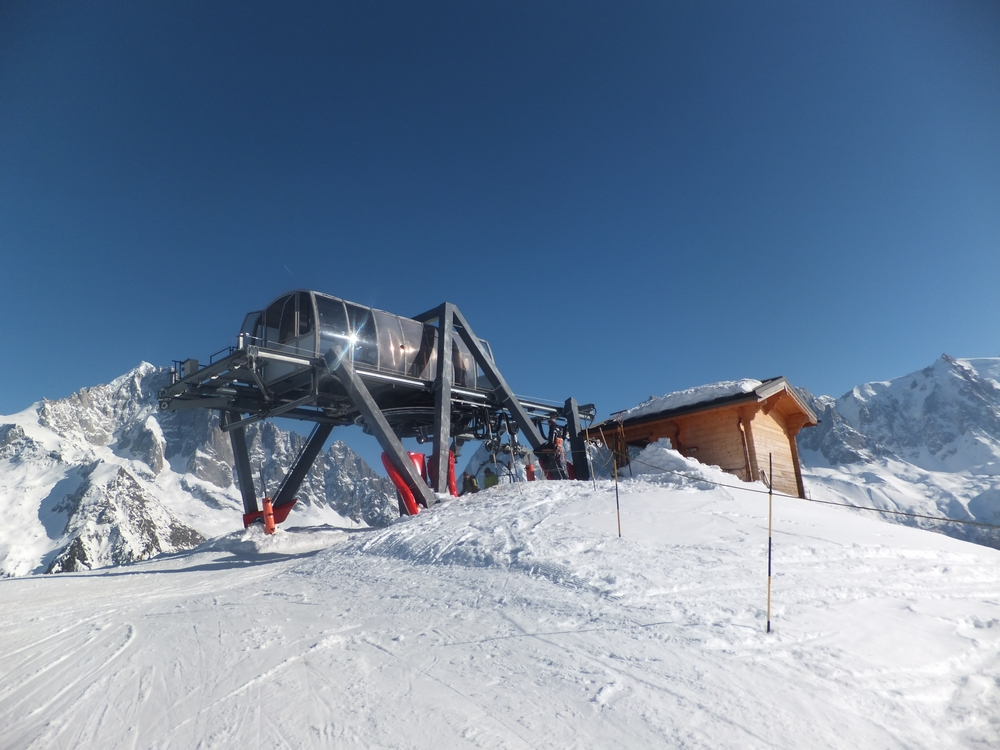
Een Montaz Mautino-sleeplift van het type 'Trialp'

Gimar Montaz Mautino (GMM) is een Frans bedrijf dat skiliften produceert. Het gaat terug op de firma GIMAR, die in 1980 werd opgericht en die in 1990 de failliet gegane concurrent Montaz-Mautino opkocht. Het bedrijf is sinds 2013 gevestigd in Saint-Martin-le-Vinoux bij Grenoble en telt 27 personeelsleden. Het belangrijkste product is nog altijd de sleeplift, waarvan er nog 1800 gebouwd door GMM of een van de voorgangers in gebruik zijn. Daarnaast voorziet de firma onderhoud van bestaande skiliften.